# Surf en Chile

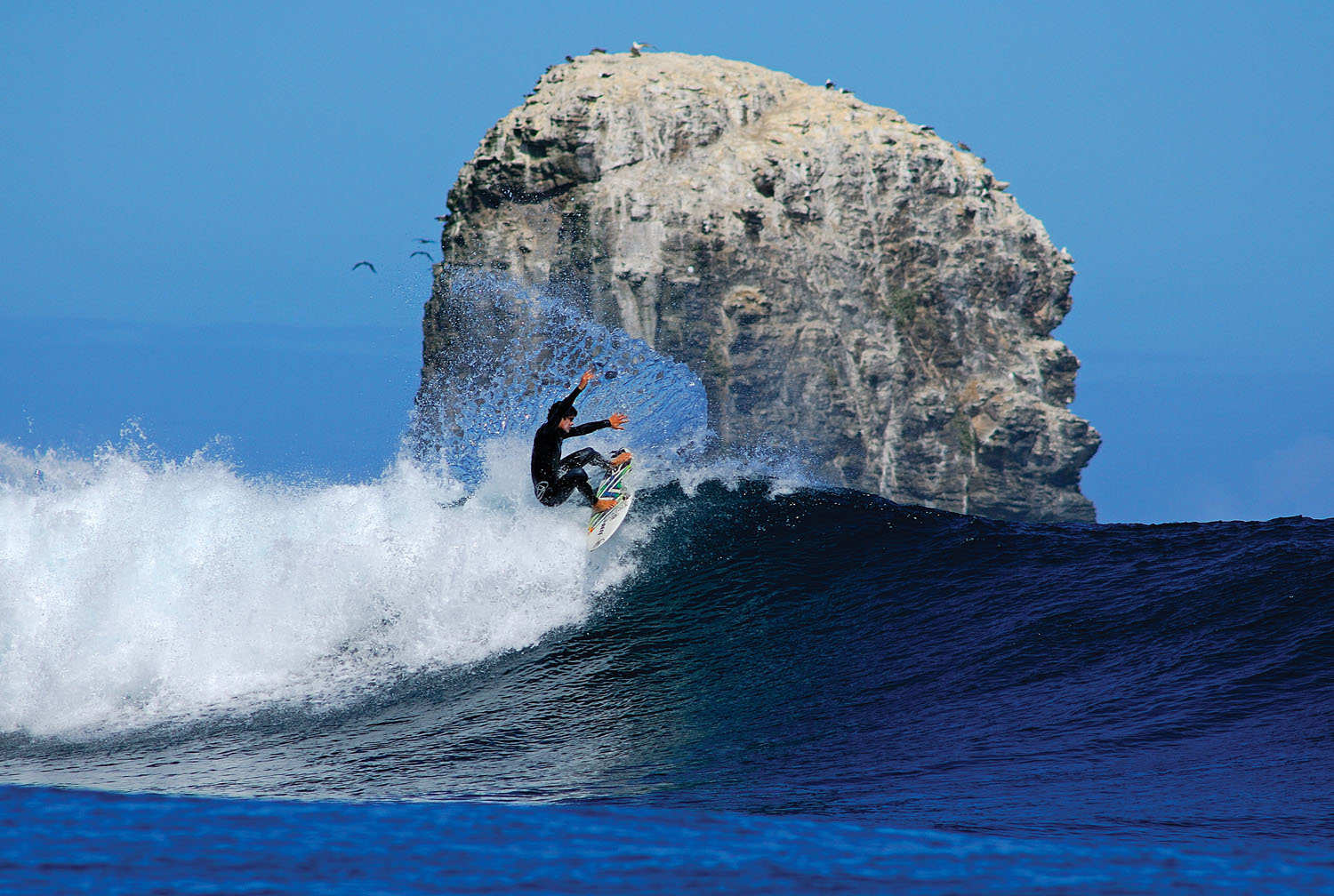
Surf en Punta de Lobos, Pichilemu.

La práctica de surf en Chile ha sido favorecida por la existencia de una extensa costa con muchas playas para la práctica de este deporte, especialmente en la zona norte y Pichilemu, donde las condiciones climáticas atraen a muchos surfistas de todo el mundo. 
Como deporte profesional, Chile participó en los primeros Juegos Olímpicos de Tokio 2020, que incorporó al surf como disciplina olímpica, representado por el surfista Manuel Selman.

## Condiciones
Gracias a las condiciones geográficas de Chile y su extensa costa, existen cientos de beach breaks (olas que se forman en las playas por cambios en la profundidad) y point breaks (olas que se forman en rocas o quebradas al romper contra éstas).
Excepto en los meses de invierno (julio y agosto), es posible practicar surf durante todo el año. La temperatura del agua varía de 15 a 20 °C (59 hasta 68 °F). Aunque las olas en el centro de Chile son más grandes, las olas en el norte son más fuertes y generalmente son más adecuadas para surfear. Las frías aguas del centro y sur de Chile pueden ser brutales para surfear, por lo tanto, se recomienda encarecidamente a los surfistas que se aventuren en esas áreas usar un traje de neopreno protector.

## Sitios de práctica

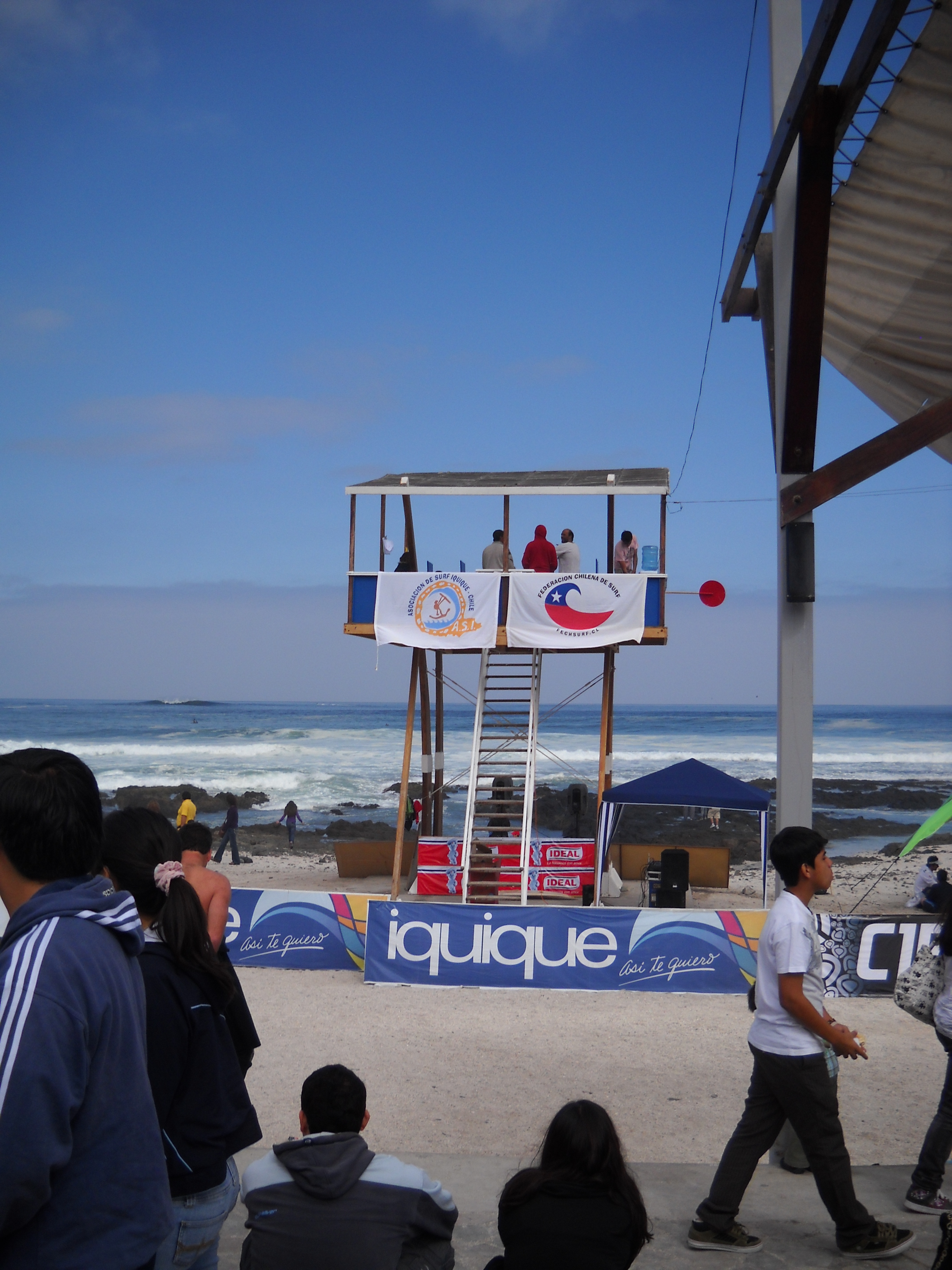
Campeonato de surf en Iquique, 21 de mayo de 2010. La imagen muestra las banderas de la Asociación de Surf de Iquique y de la Federación Chilena de Surf

De norte a sur, Algunos de los lugares más populares para surfear en Chile son:

### Zona norte
Muy cerca de la ciudad de Arica está las playa Chinchorro y El Alacrán, considerada una de las mejores playas de Chile para surfear, siendo posible encontrar olas de más de 4 metros cuando las condiciones son las correctas, con excelentes tubos (formación de la ola donde el surfista se puede “esconder” en ella). En este lugar también está la ola “El Gringo”, una de las más peligrosas de Chile pues se forma sobre un fondo de roca y quiebra en ambos sentidos. En 2007, Arica hospedó el Campeonato Mundial de Surf, que fue ganado por el hawaiano Andy Irons.
En la región de Tarapacá, se practica surf en las playas que rodean la ciudad de Iquique, como Cavancha y El Águila, mientras que en la región de Atacama, a 25 kilómetros de Chañaral, destaca la playa de Portofino, de buen oleaje y fondo rocoso, y más al sur, el balneario Flamenco.

### Coquimbo
Totoralillo se encuentra 12 km al sur de Coquimbo, y es una playa estilo Tahití, de arena blanca y agua clara, que ofrece a los surfistas de todos los niveles 6 olas diferentes para disfrutar: Derecharcha, Punta, Cabañas, Muro, Cacho y Pipe, olas derecha e izquierda. Cuenta con una escuela de surf y diferentes cabañas donde hospedarse. Otros sitios en la región de Coquimbo incluyen las playas de Pichidangui y Las Tacas. instagram surfotostotoralillo 

### Litoral central
En la Región de Valparaíso destacan como lugares de práctica de surf las playas de Santo Domingo, de oleaje fuerte, y El Canelillo, en Algarrobo.

### Pichilemu
Ubicado al suroeste de Santiago, la comuna de Pichilemu es considerada por algunos como la «capital mundial del surf». La ciudad es la sede de los campeonatos nacionales anuales. Los principiantes suelen intentar coger sus primeras olas en las playas de Las Terrazas o La Puntilla, mientras que los más hábiles suelen pasar el rato en Infiernillo, solo los surfistas más experimentados se aventuran en Punta de Lobos, donde las olas pueden alcanzar hasta 6 metros de altura. Con olas que pueden alcanzar hasta 10 metros de altura, en Punta de Lobos se realiza cada año un campeonato de clase mundial, siendo el lugar más conocido e nivel nacional e internacional para realizar surf en Chile.
Otros lugares en la costa de la región de O'Higgins son Pupuya, Matanzas, Puertecillo y Bucalemu.

### Zona sur
Más al sur, destacan las playas de la Piedra de la Iglesia, en Constitución y Curanipe, en la región del Maule; en Ñuble la playa de Buchupureo, de renombre internacional por su oleaje fuerte; y la playa de Dichato y la caleta Cocholgüe en Biobío. En La Araucanía una excelente opción para los surfistas es la Playa Grande, a orilla del lago Villarrica, mientras que en Los Lagos, está la afamada playa Petrohué, ubicada en la desembocadura del río homónimo en el Lago Todos Los Santos, y la pequeña Playa Hermosa, en la ribera del Lago Llanquihue.

## Participación en Juegos Olímpicos
Chile logró clasificar a la primera cita olímpica del surf de la historia, para los Juegos Olímpicos de Tokio de 2021, luego que el surfista Manuel Selman sumara 500 puntos en el campeonato mundial de surf realizado en Playa El Tunco, de El Salvador, consiguiendo el noveno lugar del evento.